# Jan Marsalek
Jan Marsalek (nato Maršálek; Vienna, 15 marzo 1980) è un ex dirigente d'azienda austriaco, sospettato di essere una spia della Russia e direttore operativo dal 2010 al 2020  della società tedesca di elaborazione dei pagamenti Wirecard, diventata insolvente e crollata nel 2020. Marsalek era responsabile delle attività di Wirecard in Asia, dove la società ha ammesso che quasi 2 miliardi di euro di contanti che presumibilmente deteneva non esistevano. È latitante dal mese di giugno del 2020, subito dopo l'emersione del cosiddetto scandalo Wirecard.
Marsalek e il resto del team esecutivo dell'azienda sono stati licenziati il 18 giugno 2020, dopodiché lui è fuggito dalla Germania. Secondo quanto riferito, ora vive in Russia dopo che l'Interpol ha emesso un mandato di arresto per "avviso rosso" per il suo presunto ruolo nello scandalo Wirecard. Secondo gli investigatori, Marsalek era stato reclutato dall'intelligence russa almeno dal 2010.

## Biografia
Jan Marsalek è cresciuto a Klosterneuburg, vicino a Vienna. Suo padre era l'amministratore delegato di un'azienda di lavorazione del legno nella Repubblica Ceca e quindi era spesso assente per lunghi periodi di tempo. Si dice che la madre di Marsalek fosse "praticamente un genitore single". Il nonno di Marsalek, Hans Maršálek, era un membro della resistenza austriaca durante la seconda guerra mondiale e in seguito fu sospettato di essere una spia dell'Unione Sovietica.
Marsalek ha frequentato la scuola superiore in Austria ma ha abbandonato gli studi senza ottenere un diploma.  All'età di 19 anni, Jan Marsalek fondò una società di software per il commercio digitale. 

### Carriera a Wirecard
Marselek ha iniziato a lavorare per Wirecard nel 2000 ed è stato assunto per la sua conoscenza dei sistemi WAP (Wireless Application Protocol). Il 1º febbraio 2010 è diventato direttore operativo dell'azienda ed è anche entrato a far parte del consiglio di amministrazione della società, quotata in Borsa.
Il suo stipendio ha raggiunto i 2,7 milioni di euro e la sua fortuna stimata in un importo di tre cifre. A differenza del CEO Markus Braun, Marsalek non possedeva quasi nessuna azione della società, solo nel febbraio 2019 ha acquistato azioni Wirecard per 110.000 euro.
La sua ultima residenza conosciuta prima di diventare un fuggitivo era a Monaco.

### Lo scandalo Wirecard
Marsalek è considerato uno dei principali sospettati dalle autorità tedesche nello scandalo Wirecard, in cui l'azienda ha gonfiato il proprio bilancio, portando infine al collasso della società nel 2020. Il Financial Times ha inoltre riferito come Marsalek fosse una persona di interesse per vari governi europei a causa di presunti legami con l'intelligence russa. Indagini successive hanno dimostrato come Marsalek aveva recutato e coordinato 5 cittadini bulgari che lavoravano per il Cremlino.
Marsalek e il resto del team esecutivo di Wirecard sono stati licenziati il 18 giugno 2020. Secondo Bellingcat, un sito web di giornalismo investigativo, Marsalek ha detto ai colleghi che sarebbe andato nelle Filippine per dimostrare la sua innocenza. Poco dopo venne denunciata la scomparsa. Un'altra indagine di Bellingcat, insieme a Der Spiegel e The Insider, ha indicato che era volato a Minsk, in Bielorussia, poche ore dopo essere stato licenziato. Il 19 luglio 2020, il quotidiano tedesco Handelsblatt ha riferito che Marsalek si trovava probabilmente in Russia, dove si credeva vivesse sotto la supervisione del GRU russo in una villa vicino a Mosca. Secondo Die Welt, nel 2020  Marsalek si trovava in un centro di formazione russo dell'FSB a Balašicha, un sobborgo di Mosca.
Su richiesta della Germania, l'Interpol ha emesso un "avviso rosso" per Marsalek nell'agosto 2020. L'avviso era una richiesta formale alle forze dell'ordine di tutto il mondo di localizzarlo e arrestarlo, in attesa di estradizione.
Nel maggio 2021, il BND tedesco ha valutato che Marselek continuava a vivere vicino a Mosca. Il governo russo ha invece affermato di non essere a conoscenza di dove si trovasse.  Secondo il Dossier Center di Michail Chodorkovskij, Marsalek aveva ricevuto la cittadinanza russa e possedeva almeno due passaporti russi falsi. Stando a quanto riferito, viveva sotto la protezione dell'FSB al castello di Meyendorff.